# التثقيف في مجال الكحول
التثقيف في مجال الكحول هو القيام بنشر المعلومات عن آثار الكحول على الصحة، وكذلك على المجتمع ووحدة الأسرة. تم إدخاله إلى المدارس العامة من قبل منظمات الاعتدال مثل. .اتحاد اعتدال المرأة المسيحية في أواخر القرن التاسع عشر.
في البداية، ركز التثقيف في مجال الكحول على كيفية تأثير استهلاك المشروبات الكحولية بالمجتمع، وكذلك على وحدة الأسرة. وفي الثلاثينات من القرن العشرين، أصبح هذا يشمل أيضاً التعليم المتعلق بآثار الكحول على الصحة. على سبيل المثال، حتى استهلاك الكحول الخفيف والمعتدل يزيد من خطر إصابة الأفراد بالسرطان. تأسست منظمات مثل المعهد الوطني لتعاطي الكحول وإدمان الكحول في الولايات المتحدة لإصدار تعليمات الكحول جنبا إلى جنب مع حركة الاعتدال، مثل المجلس الأمريكي لمشاكل الكحول.

## التثقيف الكحولي
تعريفه
التثقيف في مجال الكحول هو توفير المعلومات والمهارات المخطط لها فيما يتعلق بالعيش في عالم يشيع فيه إساءة استخدام الكحول. يسلط تقرير منظمة الصحة العالمية عن الحالة العالمية بشأن الكحول والصحة الضوء على حقيقة أن الكحول سيكون مشكلة أكبر في السنوات اللاحقة، حيث تشير التقديرات إلى أنه سيكون السبب الرئيسي للإعاقة والوفاة. يجب أن يصبح إعلام الناس على الكحول والشرب الضار أولوية.

### أهداف التثقيف في مجال الكحول
وتثقيف الشباب بشأن تعاطي الكحول هو محاولة للتقليل إلى أدنى حد من خطر إساءة استعمال المخدرات في المستقبل. شرب المشروبات الكحولية هو من بين الأسباب الرئيسية للمشاكل الصحية في جميع أنحاء العالم. يمكن أن يؤدي تعاطي المخدرات في سن مبكرة إلى مجموعة متنوعة من المخاطر الصحية، سواء على الفور أو في وقت لاحق من الحياة. تثقيف الشباب حول آثار الكحول والمشاكل الصحية التي تأتي معها في وقت سابق في الحياة قد تساعد على منع الضرر قبل أن يتم ذلك.

## تأثير الكحول على الدماغ
ومن المعروف أن الكحول لها آثار خطيرة على الدماغ البشري. وقد ثبت أن الشرب الثقيل قد يكون له آثار واسعة النطاق وبعيدة المدى على الدماغ مثل «زلات» بسيطة في الذاكرة في الظروف الدائمة والمنهكة. يمكن أن يؤدي الشرب المعتدل حتى إلى نفس أنواع العاهات المتعلقة بالشرب الثقيل. قد تشمل آثار تناول الكحول على المدى الطويل والقصير صعوبة في المشي، وعدم وضوح الرؤية، والكلام المتلبد، وأوقات رد الفعل البطيئة، وضعف الذاكرة، وما إلى ذلك وهناك الكثير من العوامل التي تؤثر على كيفية تأثير الكحول على فرد معين مثل:
- كم مرة يشرب الشخص
- العمر الذي بدأ فيه الفرد الشرب لأول مرة، وكم من الوقت كانوا يشربون
- عمر الأفراد، ومستوى التعليم، ونوع الجنس، والخلفية الوراثية، والتاريخ العائلي لإدمان الكحول
- ما إذا كان الفرد في خطر نتيجة لضغط ما قبل الولادة والأقران
- مشاكل الصحة الشخصية للفرد

## ماذا تعرف عن الكحول؟

### التعليم الفعال
حماية الشباب وإبقائهم في مأمن من الأذى يجب أن يكون هدفا من أي برنامج للتثقيف في مجال الكحول. مثل هذه البرامج مطلوبة من أجل:
- التمييز بين تعاطي الكحول واستخدامه
- تعليم العواقب المحتملة لشراء المشروبات الكحولية تحت السن القانونية وحيازتها و/أو استهلاكها دون السن القانونية
- تعليم طرق فعالة للحد من التهديد المحتمل / الضرر الذي يمكن أن يكون نتيجة لتعاطي الكحول
- تقديم معلومات دقيقة وصادقة وغير متحيزة حول الكحول واستهلاك

## روابط خارجية
- Alcohol-related death rates almost double since 1991, news release, United Kingdom مكتب الاحصاءات الوطنية  [لغات أخرى]‏
- Alcoholism and Problem Drinking, Patient UK
- English 'booze culture' Targeted, BBC News
- Alcohol Statistics Scotland 2005, National Health Service, National Services Scotland
- Alcohol-Drug Education Service